# Bobby Wood
Bobby Shou Wood, mais conhecido como Bobby Wood (Honolulu, 15 de novembro de 1992) é um futebolista estadunidense que atua como atacante. Atualmente está sem clube.

## Carreira
Bobby Wood fez parte do elenco da Seleção de Futebol dos Estados Unidos na Copa América Centenário.
Fez sua carreira em maior parte na Alemanha, retornou aos Estados Unidos para jogar pelo Real Salt Lake, depois rumou ao New England Revolution.